# Pista alata
Pista alata är en ringmaskart som först beskrevs av Moore 1909.  Pista alata ingår i släktet Pista och familjen Terebellidae. Inga underarter finns listade i Catalogue of Life.